# Главач, Ян
Ян Главач (чеш. Jan Hlaváč; 20 сентября 1976, Прага, Чехословакия) — чешский хоккеист, нападающий. Чемпион мира 1999 и 2005 годов, серебряный призер чемпионата мира 2006 года и бронзовый призер чемпионата мира 1998 года.

## Карьера

#### Клубная
Ян Главач является воспитанником пражской «Спарты». с 1991 по 1994 год играл за юниорские команды «Спарты». Дебютировал в Экстралиге в сезоне 1993/94. Играл за пражан до окончания сезона 1998/99, который получился для Главача очень удачным. Он стал лучшим снайпером Экстралиги и выиграл золотую медаль чемпионата мира.
Летом 1999 года перебрался в НХЛ, подписав контракт с «Нью-Йорк Рейнджерс». В составе рейнджеров он отыграл 2 года, во втором сезоне установил свои личные рекорды результативности в НХЛ (64 очка, 28 шайб и 36 передач в 79 матчах), играя в одном звене с соотечественниками Петром Недведом и Радеком Дворжаком. 11 февраля 2000 года Главач сделал первый «хет-трик» в НХЛ, забросив 3 шайбы в ворота вратаря «Бостон Брюинз» Байрона Дэфо. В последующие годы Главач часто менял клубы. Он выступал за «Филадельфию Флайерз», «Ванкувер Кэнакс», «Каролину Харрикейнз», вновь перешел в «Рейнджерс», где провел неудачный сезон 2003/04, забросив всего 5 шайб в 72 матчах.
Следующий сезон он провел в родной команде «Спарта». Сезон 2004/05 получился неоднозначным: с одной стороны, «Спарта» выбыла в 1/4 финала Экстралиги, но сам Главач выиграл свое второе золото чемпионата мира в 2005 году.
После двух лет в швейцарском «Серветт-Женева» он вернулся в НХЛ, проведя один сезон в клубах «Тампа-Бэй Лайтнинг» и «Нэшвилл Предаторз». Это был его последний сезон в НХЛ. Затем он играл в Швеции, за «Линчёпинг», в 2010 году стал лучшим снайпером шведского чемпионата. Из-за особенностей шведского законодательства Главач имел возможность выступать за «Линчёпинг» только 6 месяцев, поэтому за время, проведённое в Швеции, он всегда начинал сезон в Чехии, как правило, в «Кладно», владельцем которого стал близкий приятель Главача, знаменитый чешский нападающий Яромир Ягр. После окончания карьеры в Швеции, летом 2014 года, Главач вернулся в США, где он проживает со своей семьей. Последующие 4 года он всегда начинал играть во второй половине сезона за различные чешские клубы, проводя первую половину сезона с семьёй, готовясь по индивидуальному плану.
C 2018 года играет за команду чешской второй лиги «Врхлаби», которую тренирует его брат Петр Главач. 15 октября 2019 года было объявлено, что Ян Главач также будет играть за пражскую «Славию» в первой лиге. В 2020 году помог клубу «Врхлаби» выйти со второй в первую чешскую лигу. В сезоне 2020/21 вновь играл под руководством своего брата, во второй лиге за команду «Нова Пака». 4 мая 2021 года перешёл в другой клуб второй чешской лиги, «Летняны».

#### Сборная Чехии
Выступал за юниорскую и молодёжную сборные Чехии. С 1996 года играет за основную чешскую сборную. В 1998 году дебютировал на крупных турнирах, завоевав бронзовую медаль чемпионата мира. Через год, Главач стал одним из героев чемпионата мира. 16 мая 1999 года в норвежском Лиллехаммере, он стал автором золотого гола в овертайме финальной игры со сборной Финляндии. Через 6 лет, на чемпионате мира 2005 года в Австрии, он стал чемпионом мира во второй раз. Также Главач был серебряным призером чемпионата мира 2006 года. Финальный матч со сборной Швеции стал заключительным для Главача в карьере за сборную.

## Достижения

#### Клубные
Чемпион Экстралиги 2007
  Серебряный призер Экстралиги 2016
  Бронзовый призер Экстралиги 1996 и 1997

#### Сборная Чехии
Чемпион мира 1999 и 2005
  Серебряный призер чемпионата мира 2006
  Бронзовый призер чемпионата мира 1998 и чемпионата Европы среди юниоров 1994

#### Личные
- Лучший снайпер Экстралиги 1999 (33 гола)
- Лучший снайпер Шведской лиги 2010 (30 голов)
- Автор золотого гола чемпионата мира 1999 (на 17-й минуте овертайма со сборной Финляндии)

## Статистика
Обновлено на конец сезона 2020/2021
| Турнир              | И    | Г   | П   | О   |
| ------------------- | ---- | --- | --- | --- |
| Экстралига          | 471  | 151 | 161 | 312 |
| НХЛ                 | 447  | 90  | 137 | 227 |
| Шведская лига       | 231  | 104 | 95  | 199 |
| Сборная Чехии       | 116  | 27  | 22  | 49  |
| Вторая чешская лига | 46   | 30  | 41  | 71  |
| Швейцарская лига    | 46   | 13  | 22  | 35  |
| Первая чешская лига | 29   | 13  | 15  | 28  |
| Евролига            | 18   | 10  | 5   | 15  |
| Европейский трофей  | 6    | 3   | 3   | 6   |
| Кубок Шпенглера     | 4    | 2   | 2   | 4   |
| Лига чемпионов      | 4    | 1   | 0   | 1   |
| АХЛ                 | 3    | 1   | 0   | 1   |
| Кубок чемпионов     | 2    | 0   | 2   | 2   |
| Всего за карьеру    | 1423 | 445 | 505 | 950 |